# 9e cérémonie des American Film Institute Awards
La 9e cérémonie des American Film Institute Awards, décernés par l'American Film Institute, a eu lieu le 14 décembre 2008, et a récompensé les films et séries télévisées diffusées dans l'année.

## Palmarès

### Cinéma
- The Dark Knight : Le Chevalier noir (The Dark Knight)
- L'Étrange Histoire de Benjamin Button (The Curious Case of Benjamin Button)
- Frost/Nixon
- Frozen River
- Gran Torino
- Iron Man
- Harvey Milk (Milk)
- WALL-E
- Wendy et Lucy (Wendy and Lucy)
- The Wrestler

### Télévision
- Breaking Bad
- En analyse (In Treatment)
- John Adams
- Life
- Lost : Les Disparus (Lost)
- Mad Men
- The Office
- Recount
- The Shield
- Sur écoute (The Wire)